# Schmarsow (Kruckow)

Schmarsow Dorf und Gut 1880 – mit Ergänzungen bis 1900 (DKBO)

Schmarsow ist ein Ortsteil der Gemeinde Kruckow im Landkreis Vorpommern-Greifswald.

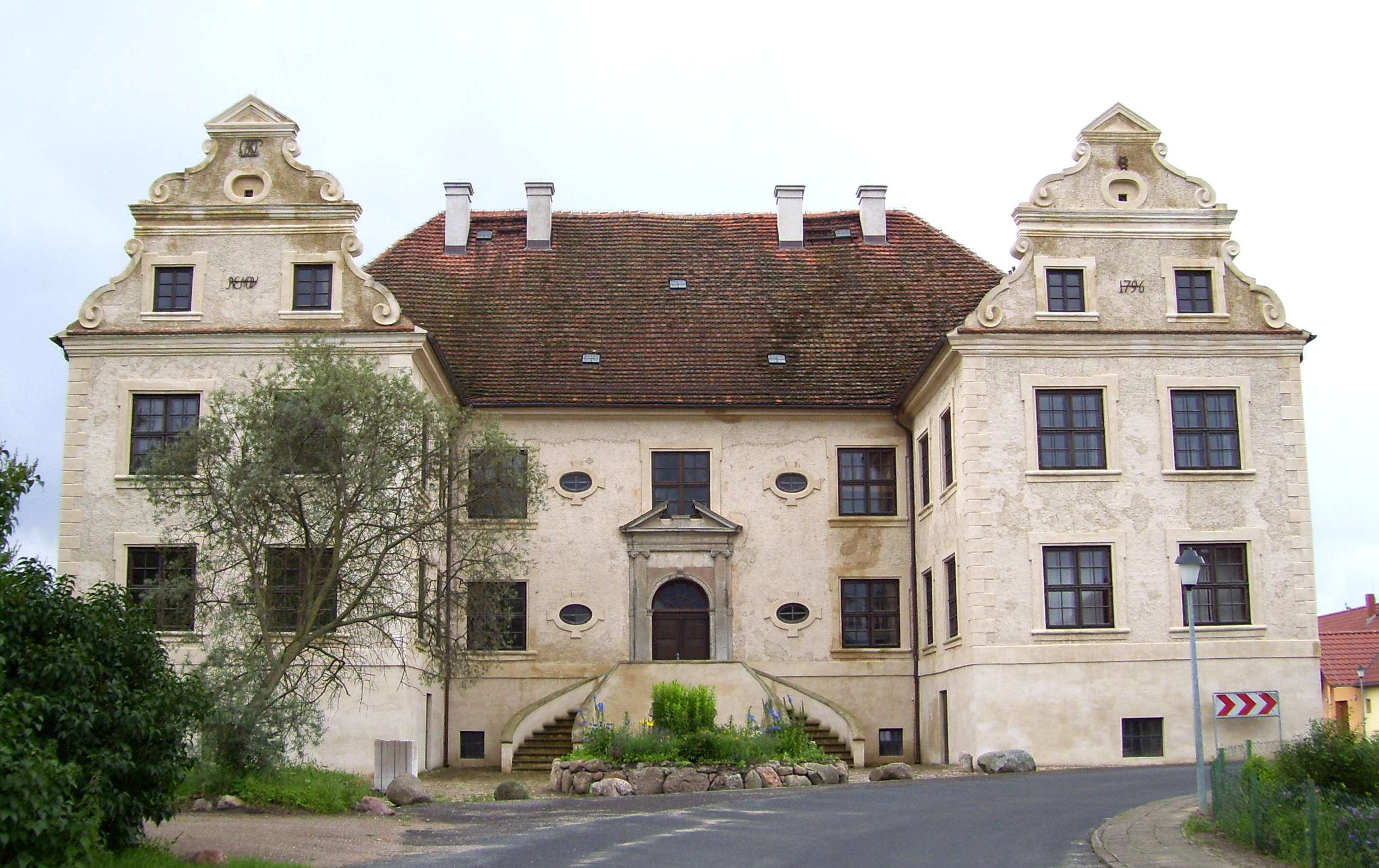
Schloss Schmarsow

## Geografie
Schmarsow liegt 3,2 Kilometer südwestlich von Kruckow und 11 Kilometer südwestlich von Jarmen. Es liegt auf einer Hochfläche mit 20 Metern über NHN, die aber zur Tollense an der Burg Osten leicht abfällt. Der Ort liegt auch im Kreuzungspunkt der Kreisstraße 105 mit den Gemeindestraßen in Richtung Vanselow und

## Geschichte
Im Jahr 1249 wurde Schmarsow erstmals urkundlich erwähnt. Damals pfarrte Bischof Wilhelm von Cammin mehrere Dörfer, darunter Schmarsow („Smarsowe“), zur neuen St.-Johannis-Kirche in Kartlow ein. Der Name leitet sich wahrscheinlich vom slawischen Wort smardz her, was Morchel bedeutet. Der Ort gehörte seit 1325 zum Lehen der Familie von Moltzahn (später auch Schreibweise Maltzahn), die ihren Sitz auf der Burg Osten hatten. Im Jahr 1681 kam Schmarsow durch einen Ehevertrag an Philipp Joachim von Parsenow auf Toitin. 1686 wurde der Vertrag auf die zum Haus Osten gehörenden Besitzungen Schmarsow, Roidin, Teusin und Japzow unter der Bedingung erweitert, dass das Gut im Falle des Aussterbens der Parsenows an die Maltzahns zurückfallen sollte. Als Kaufsumme wurden 20.000 Taler angegeben. Philipp Joachim, der im Holländischen Krieg 1672–1674 Rittmeister und militärischer Subunternehmer für Christoph Bernhard von Galen, den Fürstbischof von Münster war, hatte in der Umgebung noch weitere Güter erworben und erbaute aus seiner „Kriegsbeute“ das „Schloss Schmarsow“ genannte Herrenhaus. 1750 wurde das Vorwerk Borgwall angelegt.
Nach dem Aussterben des Geschlechtes der Parsenows Anfang des 19. Jahrhunderts versuchten mehrere Seitenlinien der Familie von Maltzahn in langwierigen Prozessen wieder in den Besitz des früheren Lehens zu gelangen. Erst 1844 setzte sich die Kummerower Linie durch, musste aber schon 1855 wieder verkaufen. So gelangte Schmarsow bis zur Enteignung 1945 in den Besitz der Familie von Heyden auf Kartlow. 1865 pachteten die in Vanselow ansässigen Maltzahns das Schmarsower Gut.
Vom Gut ist außer dem Herrenhaus und wenigen Resten kaum noch die Gutsstruktur erkennbar.
1897 wurde in Schmarsow ein Bahnhof der Demminer Kleinbahnen Ost eröffnet. Er ist äußerlich verändert heute noch vorhanden.
In Schmarsow war eine Abzweigung mit einem Weichenpunkt der Kleinbahnlinien Demmin – Jarmen und Demmin – Altentreptow. 1945 erfolgte die Stilllegung, 1948 erging aber der Befehl zum Wiederaufbau (SMAD Befehl 333 MRR). Das Teilstück Jarmen – Schmarsow wurde 1949 eröffnet, es garantierte bis 1958 die Rübenzufuhr zur Zuckerfabrik Jarmen.
Zu DDR-Zeiten war der Ort und die Umgebung durch die genossenschaftliche Landwirtschaft (LPG) geprägt.
Am 13. Juni 2004 wurde Schmarsow nach Kruckow eingemeindet.
Bis zum Zusammenschluss mit Kruckow war Schmarsow eine eigenständige Gemeinde mit dem Ortsteil Borgwall.

## Sehenswürdigkeiten
→ Siehe: Liste der Baudenkmale in Kruckow

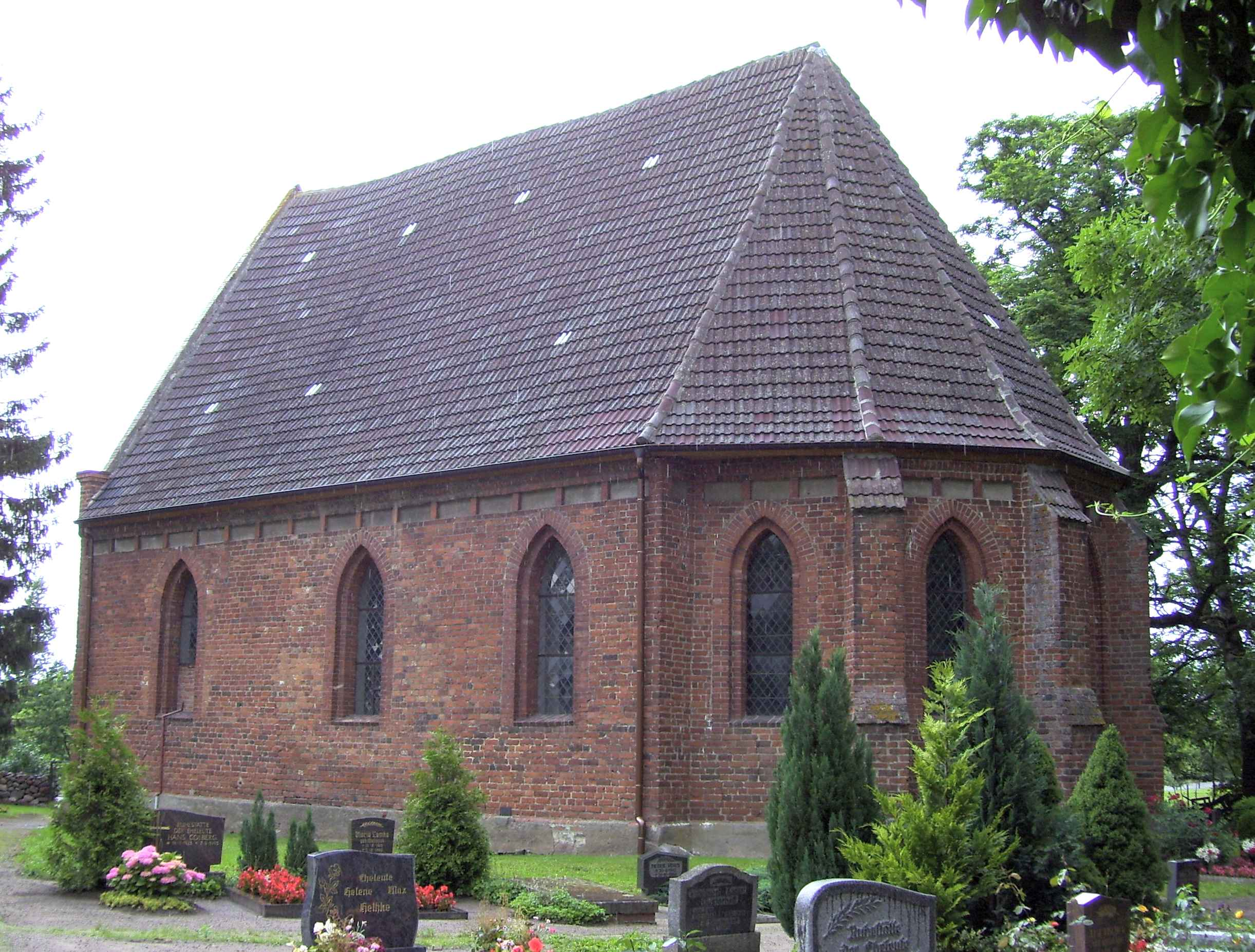
Kirche in Schmarsow

### Schloss
Das Schmarsower Herrenhaus wurde 1698 fertiggestellt. Dabei wurden die Fundamente eines Vorgängerbaus von 1625 sowie Material aus der nach dem Dreißigjährigen Krieg aufgegebenen Burg Osten genutzt. 1796 erfolgte ein Umbau, der dem Gebäude seinen heutigen schlossartigen Charakter gab. 1938 wurde im Keller eine Molkerei eingerichtet. Nach 1945 nutzte die Gemeinde Schmarsow das Schloss für Wohnzwecke, Kulturveranstaltungen und als Konsumverkaufsstelle. 2000 wurde es an die heutigen Besitzer verkauft, die nach einer Sanierung eine hauptsächlich touristische Nutzung begannen.

### Kirche und Pfarrhaus
Die Kirche Schmarsow wurde zwischen 1430 und 1440 als gotischer Backsteinbau errichtet. Von 1625 ist ein Epitaph der Maltzahns in der Kirche. 1870 erfolgte eine Sanierung, bei der die Kirche ihre neugotische Holzausstattung erhielt. 1886 wurde die Orgel von Orgelbauer N. Fischer aus Demmin gebaut und 2020 durch die Orgelbau- und Restaurierungswerkstatt Rainer Wolter restauriert.
Sanierungsarbeiten am 1815 als Fachwerkbau errichteten Pfarrhaus wurden 2003 begonnen. Die damals angekündigte Einrichtung einer Ausstellung zu den beiden aus Schmarsow stammenden Musikern Gustav Reichardt und Charles Voss wurde bisher nicht realisiert.

### Hexenstein

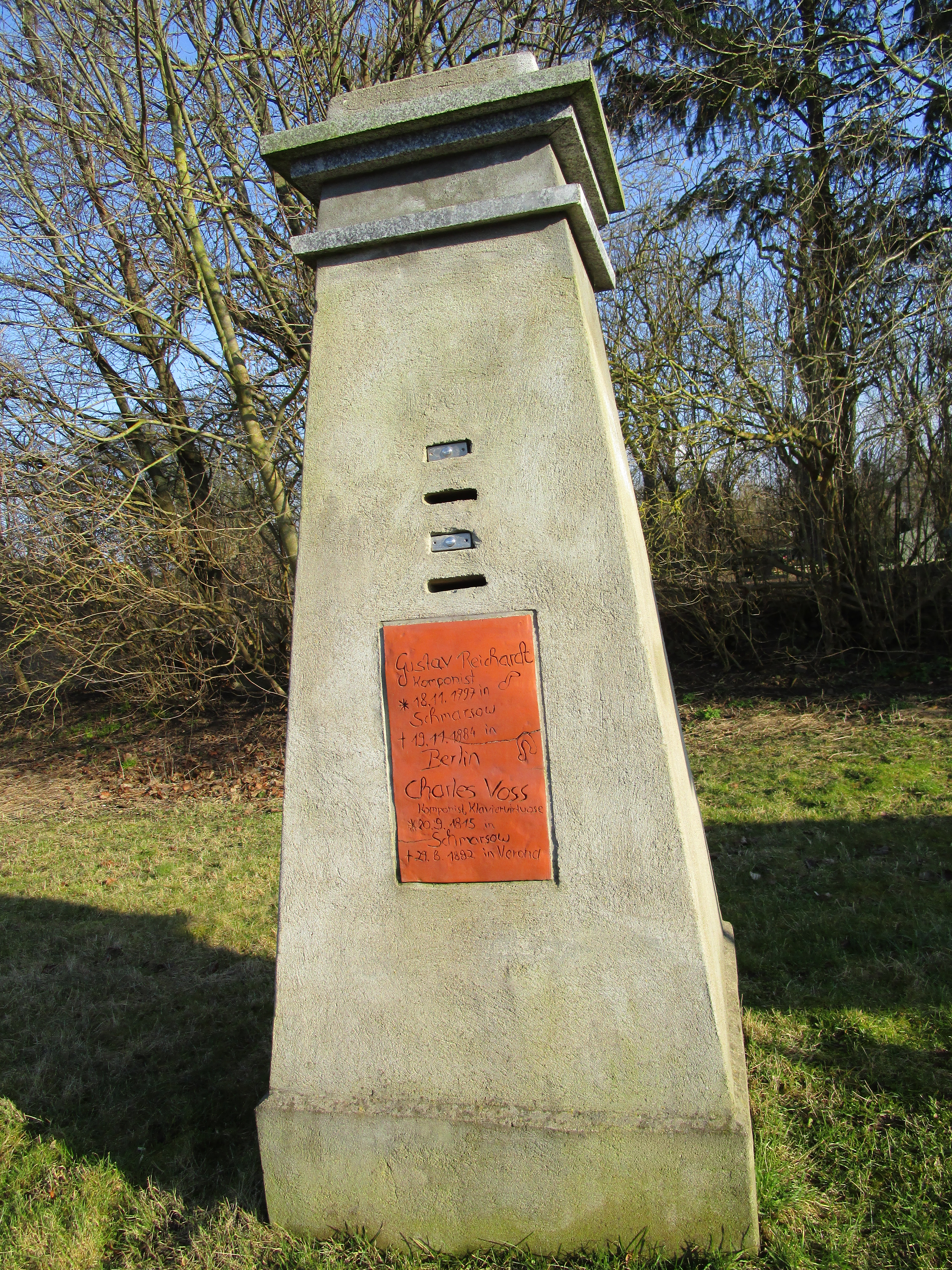
Gedenkstein für die Schmarsower Persönlichkeiten

Der Hexenstein liegt im Ostener Holz an der Kreuzung Vanselow – Neu Tellin und Schmarsow – Roidin.
Der Hexenstein, auch Klemannstein (Clemensstein) genannt, hieß früher der Hohe Stein. Es ist das Relikt eines vorgeschichtlichen Großsteingrabes (Hünengrab). Zwei Reihen großer Steine schlossen ein Viereck von ca. 30 m Länge ein, im Westen etwa 7 m breit, im Osten etwas schmaler. Die Steine wurden zerschlagen und zum Straßenbau (19. Jh.) verwendet. Die Steinplatte des Hexensteins wurde als Gartentisch gefertigt, später aber wieder in den Wald zurückgebracht. Hier soll eine Frau Kleemann (Clemens) als Hexe verbrannt worden sein, obwohl sie die Wassertaufe bestanden hatte.

## Persönlichkeiten
- Gustav Reichardt (1797–1884), Gesangskomponist; Er wirkte in Berlin als Gesangslehrer auch für die königliche Familie und komponierte Melodien u. a. zu Gedichten von Ernst Moritz Arndt, „Was ist des Deutschen Vaterland?“ galt zeitweilig Hymne der Einigungsbewegung.
- Charles Voss (1815–1882), zu seiner Zeit bekannter Pianist, Klavierlehrer, schuf etwa 300 Kompositionen